# Boleslav al IV-lea al Poloniei
Boleslav al IV-lea cel Creț (n. 1120 – d. 5 ianuarie 1173, Cracovia, Regatul Poloniei⁠(d)) din Dinastia Piast, a fost Duce al Mazoviei din 1138, și Mare Duce al Poloniei, din 1146 până la moartea sa.
El a fost a treilea fiu al Ducelui Boleslav al III-lea Gură Strâmbă și al soției sale, Salomea de Berg, fiica Contelui Henric de Berg. Moartea fraților săi mai mari, Leszek și Cazimir, în august și, respectiv, în octombrie 1131, l-a lăsat ca fiu cel mare al părinților săi.

## Viața

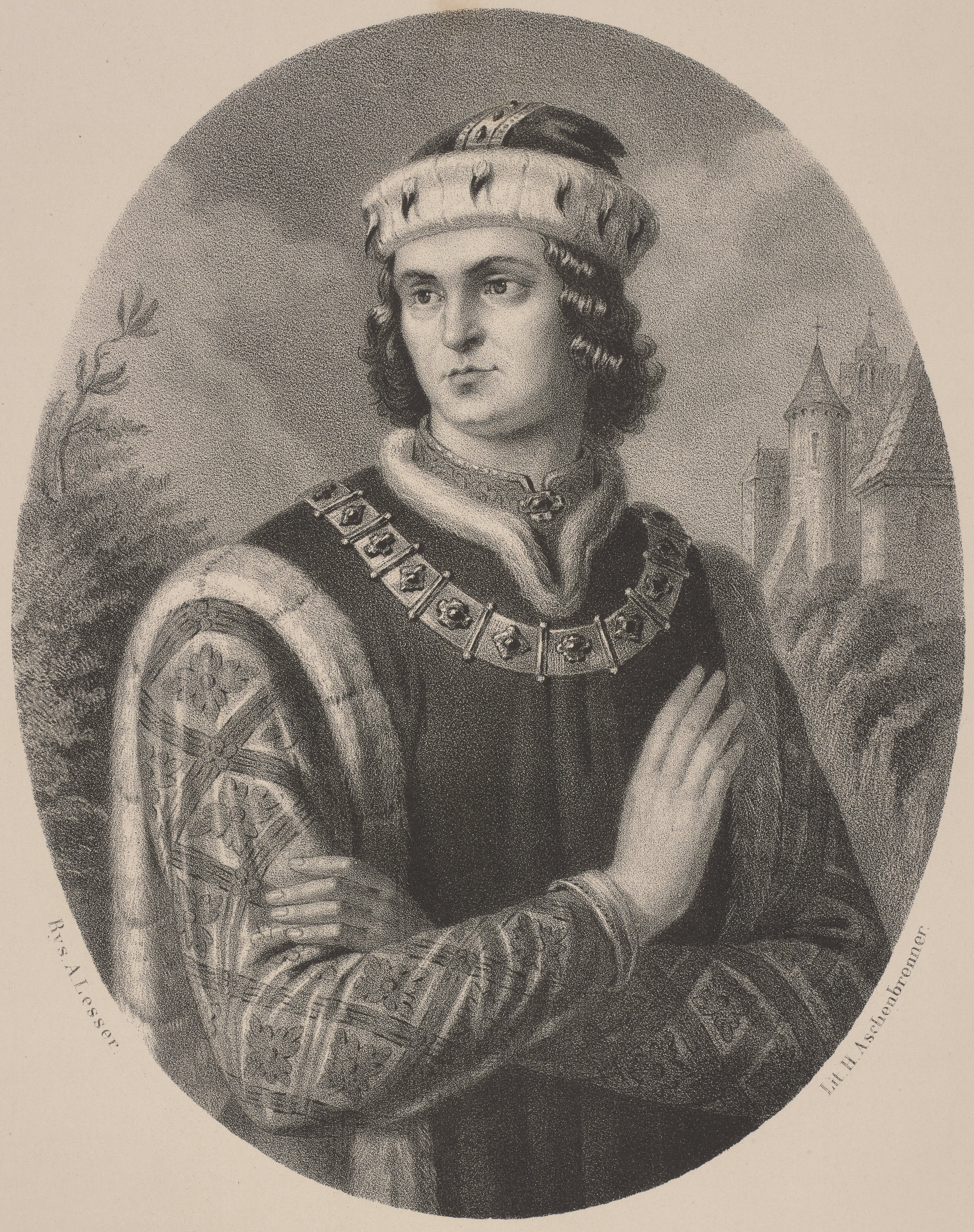
Boleslav al IV-lea al Poloniei.Portret de Aleksander Lesser.

### Testamentul și moștenirea provinciei Mazovia
Boleslav avea vârsta de 13 ani în momentul decesului tatălui său (1138) și, de asemenea, avea vârsta legală pentru a lua asupra sa guvernarea provinciilor moștenite, în conformitate cu testamentul tatălui său, adică noul Ducat de Masovia (compus din Masovia și Kuyavia de est). 
În primii ani ai guvernării sale, tânărul Boleslav a rămas sub influența puternică a mamei sale, Salomea, și a voievodului Wszebor, care se temea de ambiția fratelui său vitreg, Ducele Vladislav al II-lea (primul fiu născut al ducelui cu prima sa soție, Zbyslava). Vladislav al II-lea a încercat să restabilească unitatea țării și i-a deposedat pe Ducii juniori. 

### Conflictul cu Marele Duce Vladislav al II-lea
Disputele cu Marele Duce au început în 1141, când ducesa văduvă Salomea - fără consimțământul Marelui Duce Vladislav al II-lea - a organizat o întâlnire cu fii ei, la reședința din Łęczyca. Aici s-a decis logodna fiicei sale mai mari, Agnes, cu Mstislav al II-lea de Kiev, un descendent al Dinastiei Rurik - în scopul de a obține aliați într-un posibil conflict - și împărțirea terenurilor din Łęczyca, între fii ei, după moartea sa. Cu toate acestea, Ducii juniori, în prima lor luptă, au fost invinși deoarece Marele Prinț Vsevolod al II-lea al Kievului, decisese să se alieze cu Vladisalv al II-lea, alianță întărită prin căsătoria fiicei sale Zvenislava cu fiul cel tânăr al Marelui Duce, Boleslav al III-lea cel Înalt. 
Pacea dintre ei a durat doi ani, până în 1144, când, după moartea văduvei Salomea și în conformitate cu testamentul tatălui lor, provincia Łęczyca, revenea Senioratului al Marelui Duce Vladislav al II-lea. Ideaa de a păstra pământurile pentru frații săi mai mici, Henric și Cazimir al II-lea, nu era acceptată de Vladislav, care considera că pământul a fost separat doar temporar de teriroriile sale și acum venise timpul să îi fie returnat. 
Războiul a izbucnit în plină forță în 1145, iar Ducii juniori au fost învinși de Marele Duce care realizase în sfârșit unificarea țării. Boleslav a fost nevoit să fie de acord să demisioneze și să renunțe la orice pretenție asupra proprietăților care îi aparținuseră mamei sale. 
Concesiile Ducilor juniori nu au rezolvat problema. Mai mult decât atât, încrederea lui Vladislau în forțele sale l-a ajutat să se angajeze într-o situație definitivă, eliminându-și frații vitregi de pe pământurile sale. Dintr-o dată, Ducii juniori au putut să se bazeze pe sprijinul voievodului Piotr Włostowic (care îl sprijinise pe Marele Duce în trecut), care fusese amenințat de Vladislav că-i va slăbi poziția.  

### Boleslav al IV-lea devine Mare Duce al Poloniei
La începutul anului 1146, rebeliunea împotriva guvernării lui Vladislav al II-lea a crescut puternic, fiind provocați de soarta voievodului Piotr Włostowic, care fusese orbit, i se tăiase limba și fusese exilat din țară, la ordinele lui Vladislav. Cu toate acestea, victoria finală a lui Vladislav părea posibilă, mai ales după cucerirea Masoviei și asedierea regiunii Poznan, în Polonia Mare, în primăvara anului 1146. Datorită rebeliunii pe proprietățile lui Vladislav, și a excomunicării impuse de către Arhiepiscopul de Gniezno, Marele Duce a suferit o înfrângere neașteptată. Vladislav și familia sa au fost nevoiți să fugă peste granită, prima data în Boemia iar mai târziu în Germania, ajutați de regele Conrad al III-lea al Germaniei.
Ducii juniori și-au reatribuit provinciile poloneze între ei. Ducatul de Silezia și Senioratul de la Cracovia au fost preluate de Boleslav, care a primit titlul de Mare Duce, Ducatul de vest din Polonia Mare a fost preluat de fratele său, Mieszko al III-lea și Henric a primit regiunea Sandomierz, Cazimir al II-lea, cel mai tânăr dintre frați, nu a rămas cu nici o proprietate.

### Noi alianțe și recunoașterea autorității Marelui Duce
În următorii ani, Boleslav al IV-lea, împreună cu frații săi mai mici, au căutat să întrețină relații bune cu Casa regală de Hohenstaufen, aliații lui Vladislav. În acest scop, în 1148, Ducii juniori au organizat o întâlnire în Kruszwica, unde a fost invitat războinicul Margraf Albert Ursul din Germania de Nord. Acolo, Boleslav a aranjat căsătoria surorii sale Judith, cu fiul Magrafului, Otto. 
Inițial, Boleslav a avut o relație dificilă cu o altă forță politică: Curia Romană a Papei Eugen al III-lea. La început, în 1147, delegatul papal, Humbold, l-a recunoscut pe Boleslav ca noul Mare Duce și stăpân al Poloniei. Cu toate acestea, un an mai târziu, instigat de intrigile soției lui Vladislav, Agnes, noul delegat papal, Guy, a sosit în țară aducând refuzul de a-l restabili pe fostul Mare Duce, și a declarat interdicția peste Polonia. Pedeapsa, multumiță coeziunii ierarhice a bisericii poloneze a Ducilor juniori, a fost fără repercusiuni.
Treburile s-au înrăutățit pentru Boleslav în 1157, când nepotul regelui Conrad, Frederick Barbarossa, încoronat împărat de către Papa Adrian al IV-lea în 1155, a decis să facă o nouă expediție în Polonia, datorită presiunilor mătușii sale Agnes, soția lui Vladislav. De data aceasta, campania a fost bine organizată, iar împăratul era determinat să-l forțeze pe Boleslav să accepte propriile condiții. 
Având în vedere situația dificilă, Boleslav a fost forțat să accepte negocierile umilitoare iar într-o ceremonie, pe 30 august 1157, a fost declarat vasal al Împăratului, în tabara lui din Krzyszkowo. Boleslav se afla în genunchi și cerea iertarea Împăratului, primind în schimb amabilitate de la Barbarossa, care îi permitea să dețină controlul în continuare asupra teritoriilor din Polonia, însă trebuia să plătească un tribut enorm către Împărat. Din motive necunoscute, în ciuda victoriei lui Barbarossa, Vladislav al II-lea, spre marea lui dezamăgire, nu a fost restaurat pe tronul polonez. Boleslav a jurat loialitate față de Împărat în ziua de Crăciun, în Magdeburg, și l-a dat ca ostatic, pe fratelui său mai mic, Cazimir al II-lea. Doi ani mai târziu, Vladislav a murit în exil.

### Revoltele și relațiile cu Ducii Sileziei
După moartea lui Henric (a fost omorât în Cruciada din Prusia), împotriva dispozițiilor din testamentul lui Boleslav al III-lea, Marele Duce a preluat regiunea Sandomierz. Acest lucru a cauzat furia și frustrarea fratelui său mai mic, Cazimir al II-lea, care era următorul în linia de succesiunea, care trebuie să moștenească terenurile, și era singurul fiu al lui Boleslav al III-lea care încă nu primise nici o proprietate.
Cazimir a fost susținut în răzvrătire de către fratele său mai mare, Ducele Mieszko al III-lea al Poloniei Mari, magnatul Jaksa de Miechów și Sviatoslav, fiul voievodului Piotr Włostowic, cât și de Arhiepiscopul de Gniezno și Cracovia; de asemenea, aproape toți nobilii polonezi au fost de partea lui. În februarie 1168, rebelii s-au adunat în Jędrzejów, unde l-au proclamat pe Mieszko al III-lea ca noul Mare Duce și Cazimir a fost investit în mod oficial ca deținătorul regiunii Sandomierz. Însă Boleslav, a împărțit ducatele lui Henric în trei părți: pământurile din Wiślica i-au fost acordate lui Cazimir, Boleslav a reținut regiunea Sandomierz iar Mieszko al III-lea a păstrat restul.
După dezastrul din Crudiada Prusacă, Ducii din Silezian, Boleslav I cel Înalt și Mieszk al IV-lea Picioare Zgomotoase încercau să-l detroneze pe Marele Duce și să recupereze provincia Seniorată și, prin urmare, suzeranitatea poloneză. Expedițiile represaliilor lui Boleslav din anul următor au fost un dezastru total, astfel, Marele Duce a trebuit în cele din urmă să se împace cu nepoții săi din Silezia.
În 1172, Ducele Mieszko al III-lea s-a revoltat din nou, de data asta având sprijinul nepotului său Jarosław de Opole (fiul cel tânar al lui Boleslav I cel Înalt), care, forțat să devină preot în primii săi ani, a fost interzis la succesiunea regiunii Silezia. Nemulțumit de acest lucru, Jarosław a încercat să câștige putere și să-și obțină propriile terenuri. Sprijinul acestei rebeliuni a fost atât de puternic, încât tatăl său a fost nevoit să fugă în Eufrat. Acest lucru a dus la o altă expediție a Împăratului Barbarossa, care a invadat din nou Polonia și i-a învins pe rebeli. Marele Duce a ordonat ca Mieszko al III-lea să vină la Magdeburg unde a fost făcută pacea cu Împăratul, după o plată de 8.000 de bucăți de argint, iar ducatul i-a fost acordat lui Boleslav I cel Înalt, la mila Împăratului; în ciuda victoriei, Marele Duce a acceptat într-un final autoritatea nepoților săi din Silezia.
La scurt timp după aceea, o altă revoltă a avut loc, aceea a nobililor polonezi care erau extrem de nemulțumiți de guvernul aspru și dictatorial al Marelui Duce. Rebelii l-au invitat pe Cazimir al II-lrea, Duce de Wiślica, să preia tronul din Cracovia, însă rezistența lui Boleslav împotriva fratelui său mai mic a fost atât de puternică încât ambele părți au făcut concesii, care au dus la finalizarea oricărei revolte până la sfârșitul domniei Marelui Duce. Cazimir l-a succedat pe Boleslav în Sandomierz iar după moartea sa în 1173, la patru ani mai târziu, a devenit Mare Duce al Poloniei.  

## Căsătoria și copiii
În 1137, Boleslav s-a căsătorit prima dată cu Viacheslava, fiica lui Vsevolod, Prinț de Novgorod și Pskov. Au avut împreună trei copii:
- Boleslav (1156 - 1172)
- O fiică (1160 - 1178), s-a căsătorit cu Vasilko Iaropolkovich, Prinț de Shumsk și Dorohychyn
- Leszek (1162 - 1186)

După moartea primei sale soții, Boleslav s-a căsătorit cu Maria, ale cărei origini sunt încă necunoscute. Uniunea celor doi a fost fără copii.
Fiul cel mare a lui Boleslav a murit în 1172, la vârsta de 16 ani iar Marele Duce a fost devastat de moartea sa. A fost urmat în principatul Masovian-Kujavian de către al doilea fiu al său, Leszek, la vârsta de 11 ani. 
1. ↑  „Boleslav al IV-lea al Poloniei”, Gemeinsame Normdatei, accesat în 9 aprilie 2014